# Cử tạ tại Đại hội Thể thao Đông Nam Á 1987
Cử tạ tại Đại hội Thể thao Đông Nam Á năm 1987 diễn ra từ 17 đến 18 tháng 9 năm 1987 tại Senayan Sports Complex, Jakarta, Indonesia. Chương trình thi đấu gồm các hạng cân nam theo tiêu chuẩn Olympic, từ 52 kg đến trên 110 kg, bao gồm các bài cử giật (snatch), cử đẩy (clean & jerk) và tổng cử (overall).
Indonesia và Philippines tiếp tục thống trị cử tạ Đông Nam Á khi cả hai lần vượt giành được số huy chương vàng là 12 và 8.

## Tóm tắt kết quả

### Nam
| 52 kg Cử giật   | Lili Entong Nurhayadi | Gregorio Colonia      | Augustine Covelin     |  |  |  |
| 52 kg Cử đẩy    | Lili Entong Nurhayadi | Gregorio Colonia      | Augustine Covelin     |  |  |  |
| 52 kg Tổng cử   | Lili Entong Nurhayadi | Gregorio Colonia      | Augustine Covelin     |  |  |  |
|                 |                       |                       |                       |  |  |  |
| 56 kg Cử giật   | Dirdja Wihardja       | Samuel Alegada        | Puapaiboon Wanchai    |  |  |  |
| 56 kg Cử đẩy    | Samuel Alegada        | Dirdja Wihardja       | Puapaiboon Wanchai    |  |  |  |
| 56 kg Tổng cử   | Samuel Alegada        | Dirdja Wihardja       | Puapaiboon Wanchai    |  |  |  |
|                 |                       |                       |                       |  |  |  |
| 60 kg Cử giật   | Herry Yasin           | Hadi Wihardja         | Sua Jin Cheng         |  |  |  |
| 60 kg Cử đẩy    | Hadi Wihardja         | Herry Yasin           | Khin Myint            |  |  |  |
| 60 kg Tổng cử   | Hadi Wihardja         | Herry Yasin           | Khin Myint            |  |  |  |
|                 |                       |                       |                       |  |  |  |
| 82 kg Cử giật   | Effendi               | Prayan Nunveera       | Edon Nasaruddin       |  |  |  |
| 82 kg Cử đẩy    | Effendi               | Prayan Nunveera       | Edon Nasaruddin       |  |  |  |
| 82 kg Tổng cử   | Effendi               | Prayan Nunveera       | Edon Nasaruddin       |  |  |  |
|                 |                       |                       |                       |  |  |  |
| 90 kg Cử giật   | Ramon Solis           | Mohammad Yasin        |                       |  |  |  |
| 90 kg Cử đẩy    | Ramon Solis           | Mohammad Yasin        |                       |  |  |  |
| 90 kg Tổng cử   | Ramon Solis           | Mohammad Yasin        |                       |  |  |  |
|                 |                       |                       |                       |  |  |  |
| 100 kg Cử giật  | Thet Kyaw             | Luis Bayanin          | Shamchai Boonlue      |  |  |  |
| 100 kg Cử đẩy   | Thet Kyaw             | Luis Bayanin          | Shamchai Boonlue      |  |  |  |
| 100 kg Tổng cử  | Thet Kyaw             | Luis Bayanin          | Shamchai Boonlue      |  |  |  |
|                 |                       |                       |                       |  |  |  |
| 110 kg Cử giật  | Gunadi Usman          | Myint San             | Udom Yostoh           |  |  |  |
| 110 kg Cử đẩy   | Myint San             | Udom Yostoh           | Gunadi Usman          |  |  |  |
| 110 kg Tổng cử  | Gunadi Usman          | Myint San             | Udom Yostoh           |  |  |  |
|                 |                       |                       |                       |  |  |  |
| >110 kg Cử giật | Jaime Sebastian       | Premtoon Pornpoj      | Mohammad Razlan Ghani |  |  |  |
| >110 kg Cử đẩy  | Jaime Sebastian       | Mohammad Razlan Ghani | Premtoon Pornpoj      |  |  |  |
| >110 kg Tổng cử | Jaime Sebastian       | Mohammad Razlan Ghani | Premtoon Pornpoj      |  |  |  |

## Bảng huy chương
| Hạng               | Đoàn               | Vàng | Bạc | Đồng | Tổng số |
| ------------------ | ------------------ | ---- | --- | ---- | ------- |
| 1                  | Indonesia (INA)    | 12   | 8   | 1    | 21      |
| 2                  | Philippines (PHI)  | 8    | 7   | 3    | 18      |
| 3                  | Myanmar (MYA)      | 4    | 2   | 2    | 8       |
| 4                  | Thái Lan (THA)     | 0    | 5   | 10   | 15      |
| 5                  | Malaysia (MAS)     | 0    | 2   | 5    | 7       |
| Tổng số (5 đơn vị) | Tổng số (5 đơn vị) | 24   | 24  | 21   | 69      |